# NGC 5447
NGC 5447 est une nébuleuse en émission (région HII) située dans la galaxie M101 (la galaxie du Moulinet) en direction de la constellation Grande Ourse. Huit autres régions de M101 sont inscrites au New General Catalogue, soit NGC 5449, NGC 5450, NGC 5451, NGC 5453, NGC 5455, NGC 5458, NGC 5461 et NGC 5462. Trois de ces régions ont été découvertes par William Herschel (NGC 5447, NGC 5461 et NGC 5462) et les six autres par Bindon Stoney. 

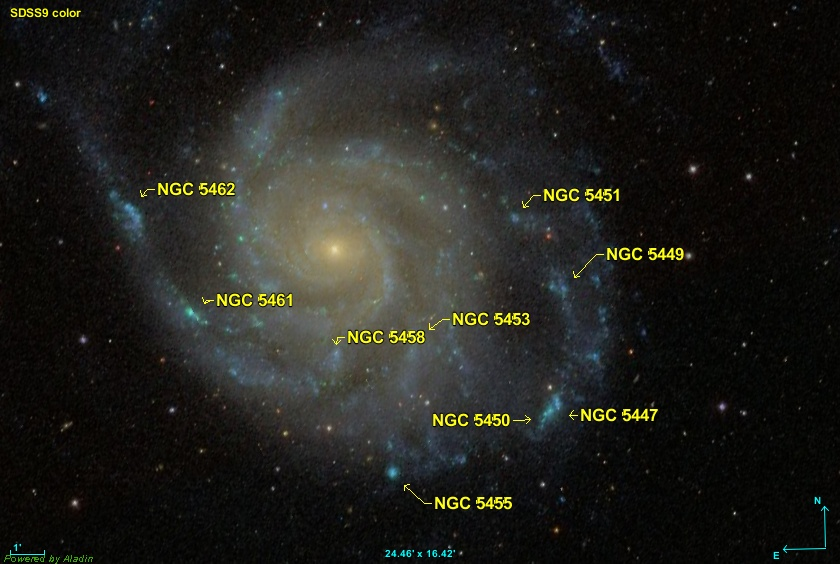
Les neuf régions régions HII de la galaxie M101.

En réalité, NGC 5447 est la partie située au nord de la région HII NGC 5450.